# Đình Hiếu
Đình Hiếu (sinh ngày 22 tháng 8 năm 1980) là một nam diễn viên và MC người Việt Nam. Anh được biết đến sau các bộ phim như Hương phù sa, Nghề báo, Gọi giấc mơ về, Sóng gió cuộc đời, Cổng mặt trời và Ông trùm.

## Tiểu sử
Đình Hiếu tên đầy đủ là Đỗ Đình Hiếu, sinh ngày 22 tháng 8 năm 1980. Đình Hiếu là con cả trong gia đình có bố là bộ đội nay đã về hưu, em trai là kiến trúc sư, mẹ là bếp trưởng kiêm chăm lo phục trang.
Đình Hiếu chơi thể thao rất khá với vai trò tiền đạo trên sân bóng đá, bóng chuyền đánh vị trí chủ công và anh từng đoạt nhiều Huy chương Vàng khi còn là học sinh Trường Trung học phổ thông Nguyễn Thị Minh Khai. Anh từng học tại Đại học Giao thông vận tải Thành phố Hồ Chí Minh hệ chính quy.
Anh gắn bó với nghề MC từ năm 2003, anh xuất hiện trên sóng truyền hình với tư cách MC trong các chương trình như 7 ngày vui sống (VTV1), Sức sống mới (VTV1), Chuyến xe nhân ái (Truyền hình Vĩnh Long) và Bạn của đất (Truyền hinh Kiên Giang).

## Phim đã tham gia

### Truyền hình
| Năm  | Tựa Phim                  | Vai diễn      | Đạo diễn                     | Kênh       | Nguồn                  |
| ---- | ------------------------- | ------------- | ---------------------------- | ---------- | ---------------------- |
| 2006 | Hương phù sa              |               | Võ Tấn Bình                  | HTV9       |                        |
| 2006 | Nghề báo                  | Tân           | Phi Tiến Sơn                 | HTV9       |                        |
| 2006 | Chuyện tình yêu           |               | Xuân Phước                   | HTV7       |                        |
| 2007 | Sóng gió cuộc đời         | Khang         | Châu Huế                     | HTV7       |                        |
| 2007 | Gọi giấc mơ về            | Long          | Xuân Cường                   | HTV7       |                        |
| 2008 | Tình yêu còn lại          | Khánh         | Trần Quang Đại               | HTV9       |                        |
| 2009 | Giấc mơ cổ tích           | Nghiêm        | Đặng Minh Quang              | HTV7       |                        |
| 2010 | Cổng mặt trời             | Giang         | Nguyễn Dương                 | HTV7       |                        |
| 2010 | Một cuộc đua              |               | Trần Hữu Phúc                | HTV9       |                        |
| 2010 | 30 ngày làm cha           | Nguyên        | Nguyễn Dương                 | Let's Viet |                        |
| 2010 | Cuộc gọi lúc 0 giờ        | Lực           | Nguyễn Danh Dũng             | VTV3       |                        |
| 2011 | Mùi vị hạnh nhân          | Tài           | Vũ Thái Hòa                  | HTV7       |                        |
| 2011 | Sự thật vô hình           | Khánh         | Nguyễn Dương                 | THVL1      |                        |
| 2011 | Sáu mặt rubik             | Thành Sốc     | Xuân Phước                   | HTV9       |                        |
| 2011 | Nước rút                  | Nguyên        | Nguyễn Minh Cao              | HTV7       |                        |
| 2011 | Khi tình yêu lên tiếng    | Dũng Hawai    | Đặng Minh Quang              | SCTV7      |                        |
| 2012 | Tiếng tơ đồng             | Nam           | Xuân Phước                   | THVL1      |                        |
| 2012 | Cuộc đối đầu hoàn hảo     | Thanh Hoàng   | Nguyễn Minh Cao              | SCTV14     |                        |
| 2012 | Đôi cánh đồng tiền        | Hai Đuợc      | Nguyễn Minh Cao              | VTV3       |                        |
| 2012 | Giấc mơ cỏ may            | Tiến          | Nguyễn Dương                 | VTV3       |                        |
| 2012 | Cù lao lúa                | Hai Ruộng     | Nguyễn Duy Võ Ngọc           | TodayTV    |                        |
| 2013 | Anh hùng làng Nà Mạ       | Đội Hạ        | Nguyễn Duy Võ Ngọc           | HTV9       |                        |
| 2013 | Nỗi đau của hạnh phúc     |               | Lê Hướng Nam                 | VTV9       |                        |
| 2013 | Ranh giới tình            |               | Nguyễn Duy Võ Ngọc           | Let's Viet |                        |
| 2013 | Hẻm cụt                   | Tân Bò        | Mai Dũng                     | SCTV14     |                        |
| 2013 | Duyên trầu cau            | Tư Quy Hoạch  | Nguyễn Minh Cao              | HTV7       |                        |
| 2013 | Hai người cha             |               | Đỗ Mai Nhất Tuấn             | SCTV14     |                        |
| 2014 | Thương lắm đò ơi          | Hạo           | Mai Dũng                     | SCTV14     |                        |
| 2014 | Những ngọn nến lung linh  | Quân Zero     | Nguyễn Minh Cao              | Let's Viet |                        |
| 2014 | Khi người đàn ông trở lại |               | Nhâm Minh Hiền               | HTV9       |                        |
| 2015 | Giá phải trả              | Long          | Nguyễn Minh Cao              | SCTV14     |                        |
| 2015 | Giọt lệ bên sông          | Minh          | Hoàng Tuấn Cường             | THVL1      |                        |
| 2015 | Ông trùm                  | Hải đen       | Nguyễn Dương                 | THVL1      |                        |
| 2015 | Hạnh phúc bất tận         |               | Khôi Nguyên                  | HTV7       |                        |
| 2015 | Thề không gục ngã         | Hiếu          | Nguyễn Minh Cao              | HTV7       |                        |
| 2016 | Sao miệt vườn             |               | Nguyễn Hồng Chi              | HTV7       |                        |
| 2016 | Vì em làm dâu mới         | Chú Út        | Quyền Lộc                    | HTV9       |                        |
| 2016 | Đời không như là mơ       | Ngọc Hoàng    | Khôi Nguyên                  | SCTV14     |                        |
| 2016 | Sếp ơi anh yêu em         | Điền          | Nguyễn Mạnh Hà               | SCTV14     |                        |
| 2017 | Lẩn khuất một tên người   | Năm Nhật      | Vũ Thái Hòa                  | HTV9       |                        |
| 2017 | Cung đường trắng          |               | Đỗ Phú Hải - Đặng Minh Quang | VTV3       |                        |
| 2017 | Lật mặt hung thủ          | Hải Thanh     | Nguyễn Minh Cao              | SCTV14     |                        |
| 2017 | Màu thứ 8 của tình yêu    | Lâm bán rau   | Nguyễn Mạnh Hà               | SCTV14     |                        |
| 2018 | Mật mã hoa hồng vàng      | Ba Kẹ         | Quách Khoa Nam               | THVL1      | Vai phản diện đầu tiên |
| 2018 | Hậu duệ mặt trời          | Trung thái tá | Trần Bửu Lộc                 | VTC3       |                        |
| 2018 | Mỹ nhân Sài Thành         | Tư Bạc Liêu   | Lê Cung Bắc                  | VTV1       |                        |
| 2018 | Cung đường tội lỗi        | Tú            | Hoàng Tuấn Cường             | VTV3       |                        |
| 2019 | Tình mẫu tử               | Trung         | Hoàng Tuấn Cường             | THVL1      | Vai phản diện thứ hai  |
| 2019 | Nước mắt loài cỏ dại      | Ông Lăng      | Hoàng Tuấn Cường             | VTV3       |                        |
| 2019 | Con gái yêu               | Anh Bảy       | Nguyễn Minh Cao              | SCTV14     |                        |
| 2020 | Trói buộc yêu thương      | Ông Quân      | Lê Hùng Phương               | VTV3       |                        |
| 2021 | Thương con cá rô đồng     | Ông Lưu       | Hoàng Tuấn Cường             | VTV3       | Vai phản diện thứ ba   |
| 2022 | Duyên kiếp                | Tấn           | Chu Thiện / Hồng Phú Vinh    | THVL1      |                        |
| 2023 | Tham vọng giàu sang       | Ông Hai Tài   | Hoàng Tuấn Cường             | THVL1      |                        |
| 2024 | Mùa sậy trổ bông          | Cơ            | Chu Thiện                    | THVL1      |                        |
| 2025 | Nắng Khuya                | Ông Nhơn      | Nhâm Minh Hiền               | VTV9       |                        |
| 2025 | Mẹ biển                   | Tư Sáng       | Nguyễn Phương Điền           | VTV1       |                        |

### Điện ảnh
| Năm  | Tựa Phim                    | Vai diễn         | Đạo diễn           | Nguồn |
| ---- | --------------------------- | ---------------- | ------------------ | ----- |
| 2011 | Giữa hai thế giới           | Người thanh niên | Vũ Thái Hòa        |       |
| 2012 | Nàng men chàng bóng         |                  | Võ Tấn Bình        |       |
| 2019 | Yolo - bạn chỉ sống một lần |                  | Phan Minh          |       |
| 2022 | Em và Trịnh                 | MC đêm nhạc      | Phan Gia Nhật Linh |       |